# Устивицька волость
Устивицька волость — адміністративно-територіальна одиниця Миргородського повіту Полтавської губернії з центром у містечку Устивиця.
Старшинами волості були:
- 1900 року козак Йосип Трофимович Богачевський[1];
- 1904 року запасний старший писарь Павло Ігнатович Баль[2];
- 1913 року Петро Микитович Кальченко[3];
- 1915 року Олексій Пилипович Бабенко[4].